# جورج دبليو. دونز
جورج دبليو. دونز (بالإنجليزية: George W. Downs)‏ هو شخصية أعمال أمريكي، ولد في 1946.